# 鄭叔忱
鄭叔忱（1862年—1905年），字爾丹、又字扆丹，福建省福州府長樂縣人，清朝政治人物、進士。
1889年，福建鄉試舉人；1890年，登庚寅恩科進士。5月，改翰林院庶吉士。1892年5月，散館，授翰林院編修。1893年，任贊善。1894年，任順天鄉試同考官。1902年，任奉天府府丞，奉天學政。不久丁憂返回北京，在京師大學堂人教務提調。於1905年病逝。